# آنش باردا
آنش باردا (انگلیسی: Anders Bardal؛ زاده ۲۴ اوت ۱۹۸۲) یک اسکی‌باز پرش اهل نروژ است. 